# سوسری استرالیایی
سوسری استرالیایی (نام علمی: Periplaneta australasiae) نام یک گونه از سرده پرسه‌زنان است. این سوسک‌ها به رنگ قهوه‌ای مایل به قرمز یا قهوه‌ای تیره با حاشیه زرد رنگ در قفسه سینه و خطوط زد رنگ بر روی بال‌ها می‌باشد. طول آن‌ها از ۱–۱/۴ الی ۳/۸ اینچ می‌باشد.
سیکل و چرخه حشرات از تخم تا بلوغ حدود یک سال می‌باشد. ماده‌ها بین ۲۰ تا ۳۰ تخم در هر کپسول داشته که عموماً ۱۶ تخم آن‌ها قابل دوام می‌باشد.

## زیستگاه
این سوسک‌ها محیط خارج از منزل را ترجیح می‌دهند و یکی از شایع‌ترین سوسک‌ها در محیط‌هایی نظیر بستر برگ، گل، درختان، چوب، پارکینگ و محل‌های دارای درز و شکاف، آلاچیق و درختچه‌ها می‌باشند.

## تغذیه
این نوع از سوسک‌ها سوراخ‌هایی را در الیاف ایجاد می‌کنند. کاغذ نیز منبع تغذیه بسیار مناسبی برای آن‌ها می‌باشد. یکی دیگر از منابع تغذیه سوسک‌ها گیاهان بوده از این طریق به گلخانه‌ها خسارت زیادی را وارد می‌کنند.